# 述子内親王
述子内親王（じゅつしないしんのう、生年 - ）は、文徳天皇第五皇女。母は更衣・紀静子。同母兄弟に惟喬親王、惟条親王、恬子内親王、珍子内親王がいる。賀茂斎院。
天安元年（857年）2月28日、慧子内親王の退下をうけて斎院に卜定。同2年（858年）、父である文徳天皇が崩御したことにより退下。寛平9年（897年）11月21日、無品のまま没した。